# Philhomoniker
Die Philhomoniker – Schwuler Chor München e. V. wurden 1990 als gemeinnütziger und eingetragener Verein gegründet. Durch die Kombination von Gesang, Choreographie und Inszenierung heben sie sich von den klassischen Chören ab und sind deshalb der Kategorie Revue-Chor zuzuordnen.
Gemäß seiner Satzung ist der Zweck des Vereins „die Förderung kultureller Zwecke durch Pflege, Förderung und Ausbreitung des Chorgesanges und die Wahrung musikalischer kultureller Ziele zur Stärkung der Gemeinschaft zwischen unterschiedlichen Bevölkerungsschichten und -gruppen im In- und Ausland. Hierzu sollen das gemeinsame Musizieren der Mitglieder, die öffentlichen Konzerte – durch die Vorurteile gegen Homosexuelle bei anderen Bevölkerungsgruppen abgebaut werden – und durch Kontakte zu anderen Chören dienen.“
Der Chor ist Mitglied in folgenden Vereinigungen:
1. Legato, der europäische Dachverband schwullesbischer Chöre
2. Bayerischer Sängerbund
3. Münchener Sängerkreis
4. MONACCORD, der Zusammenschluss der lesbisch-schwulen Chöre in München

## Auftritte
Der Chor trat bei Großveranstaltungen auf wie z. B. einem Konzert mit Melodiva im Zunfthaus 2018, dem CSD München 2017, dem Amasing Choirfestival 2016 in Amsterdam, dem Sziget Festival, den EuroGames, Various Voices (u. a. 2018 im Münchner Gasteig 1997 in der Münchener Philharmonie; 2009 in London (Southbank Centre)), dem Tollwood-Festival, im Haus der Kulturen der Welt in Berlin und im Theater La Cigale in Paris. Mit seiner Comic-Oper Julius Caesar: Losing Your Head in Egypt trat er 2012 beim Edinburgh Festival Fringe auf.